# Ош, Матьё
Матьё Ош (фр. и люкс. Matthieu Osch, род. 1 апреля 1999, Люксембург) — люксембургский горнолыжник, выступающий в соревнованиях по слалому, гигантскому слалому и супергиганту.
В 2018 году стал чемпионом Люксембурга в гигантском слаломе. В том же году он получил право представлять Люксембург на Зимних Олимпийских играх в южнокорейском Пхёнчхане. Матьё Ош был единственным спортсменом от люксембургской делегации на Олимпиаде. Призовых мест не занял.
Отец спортсмена, Жиль Ош (фр. и люкс. Gilles Osch) — также в прошлом горнолыжник, участник чемпионатов мира.